# Pozzuolo del Friuli
Pozzuolo del Friuli (furlanisch Puçui, deutsch veraltet Pozul) ist eine italienische Gemeinde in der Region Friaul-Julisch Venetien mit 6864 Einwohnern (Stand 31. Dezember 2023).
Die  in der friulanischen Tiefebene gelegene Gemeinde erstreckt sich auf 34,28 km². Zur Gemeinde gehören auch die Ortschaften Cargnacco (800 Einwohner), Carpeneto, Sammardenchia, Terenzano und Zugliano. Der Ort Pozzuolo del Friuli liegt 67 m über dem Meeresspiegel und 9 km südwestlich von Udine. Er wird vom Torrente Cormor durchflossen.

## Geschichte
Nachdem Ende Oktober 1917 die 2. italienische Armee in der Schlacht von Karfreit geschlagen worden war und deutsche und österreich-ungarische Truppen vom oberen Isonzo aus ins Friaul einbrachen, musste sich die am unteren Isonzo kämpfende 3. italienische Armee in Richtung Piave zurückziehen, um einer Umfassung und Vernichtung zu entgehen. Um den geordneten Rückzug dieser Armee zu ermöglichen, schützte sie unter anderem die II. italienische Kavalleriebrigade mit den Regimentern Genova Cavalleria und Lancieri di Novara gegen die etwas nördlich vorstoßenden Verbände der Mittelmächte. Am 29. und 30. Oktober 1917 kam es bei Pozzuolo del Friuli zu einer blutigen Schlacht, bei der die II. Kavalleriebrigade zusammen mit der Infanteriebrigade Bergamo versuchte, den deutsch-österreichischen Vormarsch vorübergehend zu stoppen. Die erbitterten zweitägigen Kämpfe in und um den Ort Pozzuolo del Friuli forderten Hunderte von Menschenleben. Die beiden italienischen Kavallerieregimenter wurden bei den oft als selbstmörderisch bezeichneten Attacken fast völlig aufgerieben.
Dank dieses Opfers konnte sich die 3. italienische Armee sicher zum Piave zurückziehen, dessen Unterlauf sie in den folgenden Piaveschlachten verteidigte.
In der Ortsmitte von Pozzuolo del Friuli befindet sich heute ein Reiterdenkmal, bei dem an jedem 30. Oktober (heute Tag der italienischen Kavallerie) eine Gedenkveranstaltung stattfindet. Eine italienische Panzerdivision wurde in den 1950er Jahren nach Pozzuolo del Friuli benannt, heute trägt den Ortsnamen unter anderem eine Brigade des italienischen Heeres.

## Gemeindepartnerschaft
Pozzuolo del Friuli pflegt eine Verbindung mit Santa Fiora in der Toskana (Italien).